# 松前勝広 (子爵)

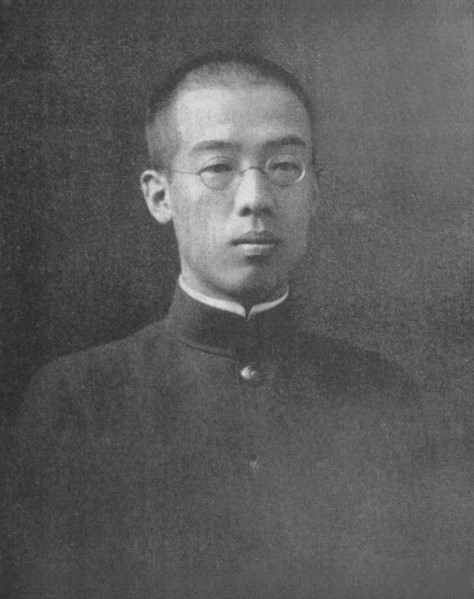
子爵・松前勝広

松前 勝広（まつまえ よしひろ、1889年〈明治22年〉5月10日 - 1940年〈昭和15年〉8月2日）は、明治時代から昭和時代前期の子爵。旧蝦夷松前藩（館藩）松前氏の第15代当主。父は松前修広。妻は大藪房次郎（実業家、衆議院議員）の三女・スカ。子に松前正広（長男）、松前之広（次男）がいる。

## 経歴
明治38年（1905年）4月、父・修広が亡くなったため家督を継承する。明治44年（1911年）3月、学習院高等学科を卒業。大正10年（1921年）8月創立の帝国土地開拓（虚業企業として知られる）の取締役に就任。その後、養老信託（九条道孝の三男で男爵の九条良致が社長を務める会社で詐欺事件で知られる）監査役、東洋土地開拓取締役を務める。昭和4年（1929年）9月、長男の正広に家督を譲って隠居した。同年11月、分家する。昭和15年（1940年）に52歳で死去した。
正広は太平洋戦争に補充兵の二等兵として出征し、昭和19年（1944年）10月にニューギニアで戦死した。
次男の之広は家督を継ぎ、昭和60年（1985年）から2年間、横浜市立本郷養護学校（現・横浜市立本郷特別支援学校）の校長を務めた。平成20年（2008年）に病死した。

## 栄典
- 1914年（大正3年）6月10日 - 正五位[4]

## 家族
- 父：松前修広（1865 - 1905） - 蝦夷松前藩14代藩主。
- 母：松前藤子（1869 - ?） - 本多助実の娘。
- 妻：大藪スカ（1893 - 1967） - 衆議院議員・大藪房次郎の三女。
  - 長男：正広（1917 - 1944） - 勝広の死後、襲爵するも1944年、ニューギニアで戦死。
  - 次男：之広（1926 - 2008） - 教育者。兄の死後、家督を継ぐ。